# Jay Sandrich
Jay Sandrich,  né le 24 février 1932 à Los Angeles, Californie (États-Unis) et mort le 22 septembre 2021, est un réalisateur et producteur américain.

## Filmographie

### comme réalisateur
- 1960 : Insight (série télévisée)
- 1965 : Max la Menace (Get Smart) (série télévisée)
- 1966 : That Girl (série télévisée)
- 1967 : He & She (série télévisée)
- 1968 : Julia (série télévisée)
- 1968 : Madame et son fantôme (The Ghost & Mrs. Muir) (série télévisée)
- 1969 : The Governor & J.J. (en) (série télévisée)
- 1970 : Nanny et le professeur (Nanny and the Professor) (série télévisée)
- 1970 : Arnie (série télévisée)
- 1971 : The New Dick Van Dyke Show (série télévisée)
- 1972 : The Crooked Hearts (TV)
- 1973 : Here We Go Again (série télévisée)
- 1973 : Bachelor-at-Law (TV)
- 1973 : What Are Best Friends For? (TV)
- 1974 : To Sir, with Love (TV)
- 1975 : The Lily Tomlin Special (TV)
- 1975 : Beacon Hill (série télévisée)
- 1976 : Ball Four (série télévisée)
- 1979 : Stockard Channing in Just Friends (série télévisée)
- 1980 : The Stockard Channing Show (série télévisée)
- 1980 : Comme au bon vieux temps (Seems Like Old Times)
- 1988 : The Johnsons Are Home (TV)
- 1992 : Tel père, quel fils ! (en) (TV)
- 1993 : Thea (série télévisée)
- 1994 : Close to Home (TV)
- 1995 : The Office (série télévisée)
- 1996 : À la une ("Ink") (série télévisée)
- 1996 : London Suite (TV)
- 1996 : Pearl (en) (série télévisée)
- 1997 : The Tony Danza Show (série télévisée)
- 1997 : Built to Last (série télévisée)
- 1998 : Style & Substance (Style and Substance) (série télévisée)
- 1998 : LateLine (série télévisée)
- 1998 : Trois hommes sur le green (The Secret Lives of Men) (série télévisée)
- 2000 : The Man Who Came to Dinner (TV)
- 2003 : Charlie Lawrence (série télévisée)

### comme producteur
- 1966 : The Hero (TV)
- 1992 : For Richer, for Poorer (en) (TV)